# 山元村
山元村（やまもとむら）は山形県南村山郡にあった村。現在の上山市北西端、国道348号沿線にあたる。幕末は、小白府村が下総佐倉藩の領地、狸森村が上野館林藩の領地であった。

## 地理
- 山：黒森山、烏帽子山、高森山、檜木沢山、梅ヶ平山、二ッ森山、大平山

## 歴史
- 1889年（明治22年）4月1日 - 町村制の施行により、狸森村、小白府村の区域をもって発足。
- 1934年（昭和9年） - 東北凶作発生。今冬は生徒の2割弱が昼の弁当を持参できなかった。286戸から225人が出稼ぎに行ったとされる。
- 1957年（昭和32年）3月21日 - 上山市に編入。同日山元村廃止。

### 消滅時（1957年3月21日）の概要
- 村長：佐藤正雄
- 村議会議長：川合万太
- 面積：27.42k㎡
- 人口：1,851人
- 戸数：303戸

## 交通

### 道路
- 小滝街道（現・国道348号、小滝峠）

## ゆかりのある人物
- 川合為吉 - 元山形市長
- 横戸長兵衛 - 元上山市長
- 無着成恭 - 山元中学校教師、教育者、僧侶
- 佐藤藤三郎 - 農業問題評論家